# Тестама
Те́стама (нем. Testama), также мы́за Ты́стамаа (эст. Tõstamaa mõis) — рыцарская мыза в уезде Пярнумаа, Эстония. Находится на территории посёлка Тыстамаа. Согласно историческому административному делению мыза относилась к приходу Тыстамаа. В годы Российской империи находилась на территории Лифляндской губернии и относилась к Тестамаскому приходу.

## История мызы
Мыза была основана в средние века.
XVI век

Первое упоминание о мызе находится в залоговой расписке 1553 года, когда она принадлежала Сааре-Ляэнескому епископу.
В 1560 году герцог Магнус пожаловал мызу и относящиеся к ней деревни фогту Германского ордена в Ляэнемаа Кристоферу фон Мюнхгаузену (Christopher von Münchhausen).
В конце 16-го — начале 17-го столетий мыза несколько раз меняла собственников. В их числе были, в частности, служивший под началом короля Швеции сын фогта Тартуского епископства Клаус Курселл (Klaus Kursell) и штатгальтер города Пярну во времена шведского правления Ричард Исааксон Розенкранц (Richard Isaacson Rosenkrantz).
XVII век

В 1624 году мыза была подарена городскому секретарю Риги Андресу Койену (Andres Koyen). Его дочь Анна вышла замуж за Пауля Гельмерсена (Paul Helmersen), и в результате этого союза мыза отошла во владение дворянского семейства Гельмерсенов. 
Семья Гельмерсейнов происходит от родившегося в Брауншвейге Пауля Хельмеса (Paul Helmes), который приехал в Ригу до 1595 года и в 1607 году упоминается как член Рижского магистрата. Его сын, также Пауль Хельмес (1603—1657), работал на нескольких государственных должностях, и в 1643 году ему было пожаловано дворянство. В 1651 году он получил фамилию фон Гельмерсен, с 1653 года упоминается как наследный господин мызы Тыстамаа и нескольких других мыз.
После смерти Пауля Гельмерсена владелицей мызы стала Анна Койен, которая была его второй супругой. Следующим собственником мызы стал их сын Бенедикт Андреас фон Гельмерсен (Benedict Andreas von Helmersen, 1642—1701), при котором мыза была редуцирована, но осталась под управлением семьи.
XVIII век

В 1702 году мызу Тыстамаа вернули в собственность семьи Гельмерсенов.
Бенедикт фон Гельмерсен женился на Анне Мейер фон Гильденфельдт (Anna Meyer von Gyldenfeldt), у них родилось десять сыновей и три дочери. Мызу Тыстамаа унаследовал девятый сын — Генрих фон Гельмерсен (Heinrich von Helmersen, 1690—1754). Причиной того, что мызу унаследовал предпоследний сын, стало то обстоятельство, что Анна фон Гильденфельдт управляла мызой до самой смерти в 1710 году, а к тому времени большинство старших сыновей уже умерли.
XIX век
Гельмерсенам мыза принадлежала два столетия. В 1831 году они продали её барону Вильгельму Фромхольду Сталь-фон-Гольштейну (Wilhelm Fromhold Stael von Holstein), юристу по образованию, которого в народе называли «дурным бароном», а следующего владельца — Августа Сталь-фон-Гольштейна (August Stael von Holstein), получившего степень доктора философии в Тартуском университете — «сумасшедшим бароном». Представитель третьего поколения — Александр Августович Сталь-фон-Гольштейн — российский синолог, востоковед, специалист по санскриту и буддийским текстам. В народе его называли «умным бароном». Рядом с господским домом мызы ему установлен памятник.
При Сталь-фон-Гольштенах на мызе были проведены основательные строительные работы. Экономической жизнью мызы руководили управляющие А. В. Дойеринг (A. V. Doering) и эстонец Якоб Тоотс (Jakob Toots).
На военно-топографических картах Российской империи (1846–1863 годы), в состав которой входила Эстляндская губерния, мыза обозначена как Тестама.
XX век
В 1919 году мыза Тыстамаа была отчуждена. С 1921 года в главном здании мызы работает школа. В последние годы в доме также находится постоянная экспозиция репродукций картин знаменитого художника и философа Николая Рериха. Систематическая реставрация здания началась в 1996 году; особо объёмные работы завершились летом 2004 года с реставрацией переднего фасада.

## Главное здание
Главное здание (господский дом) мызы перестраивалось несколько раз. При Гельмерсенах был возведён двухэтажный каменный особняк в стиле раннего классицизма со сводчатыми подвалами; строительство завершилось в 1804 году. В 1875—1887 годах Сталь-фон-Гольштейны перестроили его в стиле историзма. В ходе перестройки у здания появилась низкая жестяная крыша, центральную часть фасада украcили шесть ионических пилястр и арочные окна второго этажа. К этому же периоду относятся потолочные картины. 
Оштукатуренное здание имеет низкий цоколь. Симметричное строение фасада подчёркивается рядом высоких и узких окон. На переднем и парковом фасадах — слегка выступающие широкие центральные ризалиты. Вертикальное членение фасадов подчёркивается широкими угловыми лизенами, горизонтальное — широким, слегка профилированным карнизом под стрехой и межэтажным поясом. К восточному фасаду здания примыкает большой закрытый балкон из кирпича с чистым швом на высоком оштукатуренном цоколе. Левая часть дома выполнена по коридорной системе, в правом крыле здания находится оболочная дымовая труба. Балкон на переднем фасаде, поддерживаемый консолями с волютами, и центральный ризалит паркового фасада ранее были украшены вазами, стоявшими на балюстраде.
Парадная лестница в фойе дома имеет несколько маршей и площадок, с опорными колоннами и сложной балюстрадой. Зал на втором этаже имеет профилированный потолочный карниз и галтели, помещения нижнего этажа оформлены мастерски выполненными деталями (тёмный кассетный потолок, пилястры на стенах, никелированные потолочные опоры).
В ходе ремонта главного здания в 1997 году во многих комнатах были обнаружены своеобразные потолочные и настенные рисунки, которые были восстановлены.

## Парк
Главное здание и конюшня разделяют большой парк мызы (14—15 га) на две части. Часть парка, связанная непосредственно с главным зданием, граничит на востоке с рекой, на западе — с дорогой и имеет узкую растянутую форму. Река ранее являлась существенным элементом паркового ансамбля, на ней были островки и система заливных прудов с мостиками. Самая большая часть парка, имеющая свободную планировку, находится за конюшней. Северная часть парка ограничена цепочкой дюн. Композиция паркового дизайна представляет собой серию квадратов, разделенных крупными одиночными (дуб, клён, лиственница) деревьями контрастных цветов. В парке произрастает 37 видов деревьев и кустарников, из них 21 — местные виды и 16 — экзотические. Недалеко от главного здания растёт раскидистый дуб, охват кроны — 23 метра. В 1990 году возле него установили памятник, посвящённый 300-летию народного образования в Эстонии.

## Мызный комплекс
В 1869 году в центре мызы Тыстамаа было 24 здания, в том числе конюшня, дом кучера, дома прислуги и батраков, парник, амбар-сушильня; к ней также относились скотоводческие мызы, мельницы, корчмы — всего на мызе насчитывалось более 60 строений. На мызе были свои промышленные предприятия: мукомольня, шерстопрядильная фабрика, лесопильня, крахмальная, кирпичная и водочная фабрики. Здесь обжигали известь, изготавливали дранку. Многочисленные хозяйственные постройки располагались в мызном парке в виде архитектурных ансамблей. В настоящее время большинство из них разрушены, некоторые стоят в руинах.
Из хозяйственных построек особый интерес представляет конюшня с эффектным фасадом и стильным внутренним двором. Построена в первой половине 19-го столетия.  В конце 1870-х годов была перестроена: центральная часть переднего фасада получила второй этаж и низкий треугольный фронтон; находящийся в центре проход выполнили в виде ограниченного пилястрами портала, где у входной двери самые высокие пилястры поддерживают широкий арочный фронтон. Покрытые штукатуркой стены раньше выглядели намного декоративнее: они были выложены из бутового камня, а штукатурные швы между камнями были украшены щебнем. Часть первоначальных проёмов в настоящее время закрыта. По сторонам четырёхугольного двора располагались стойла, каретные сараи, будки охотничьих собак. В стены конюшни вмонтированы лошадиные поилки, вытесанные из цельного камня.  В помещениях конюшни местами встречается паркетный пол из деревянных спилов.
В Государственный регистр памятников культуры Эстонии внесены следующие объекты мызного комплекса:
- главное здание (при инспектировании 20.01.2017 находилось в удовлетворительном состоянии)[7];
- парк (при инспектировании 20.01.2017 находился в удовлетворительном состоянии)[8];
- конюшня (при инспектировании 20.01.2017 находилась в удовлетворительном состоянии[9];
- дом кучера (при инспектировании 20.01.2017 находился в плохом состоянии)[10];
- ограда мызного сада (при инспектировании 20.01.2017 находилась в плохом состоянии)[11].

## Мыза Тыстамаа в кино
На мызе Тыстамаа в конце 1970-х годов проходили съёмки художественного фильма «Рождество в Вигала» (киностудия «Таллинфильм», выпущен в 1980 году, автор сценария и режиссёр Марк Соосаар). Краткое содержание: рождество 1905 года в Вигала было неспокойным. В ходе крестьянских волнений мыза была разграблена. За этим последовали карательные акции властей. Судьба руководителя крестьян Вигала Бернхарда Лайпмана стала легендой. В фильме толкование этих событий Mарком Соосааром исходит из воспоминаний их очевидца Яана Лимберга и из народных преданий, а в образе главного героя — Бернхарда Лайпмана — объединены надежды и мечты многих народных просветителей того времени.

## Галерея
- Передний фасад главного здания
- Задний фасад главного здания
- Львы Лео и Луи у входа в главное здание
- Восточный фасад главного здания
- Мыза зимой
- Интерьеры главного здания
- В зале главного здания
- В подвале главного здания
- Парк мызы
- Конюшня